# دانی و من ۲
دانی و من ۲ یک مجموعه تلویزیونی محصول سال ۱۳۷۸ به کارگردانی علی عبدالعلی‌زاده و تهیه‌کنندگی شهلا ولی‌زاده می‌باشد که از شبکه تهران پخش شد.

## بازیگران
- محمدعلی ورشوچی
- مریم سعادت
- مرتضی احمدی
- احمد علی‌زاده
- بابک والی
- پرستو گلستانی
- پژمان مهدوی
- جاوید رشیدی
- حسین رفیعی
- حسین موسوی
- حمید گودرزی
- حمید لولایی
- رابعه اسکویی
- شاهین علائی‌نژاد
- شمسی فضل‌الهی
- محمود جعفری
- نکیسا نمکی
- وحید رزاقی